# Theo Bierkens
Theo Bierkens (9 april 1955) is een Nederlandse cameraman.

## Levensloop
Bierkens volgde zijn opleiding bij het Centre of Advanced Film Studies van het American Film Institute te Los Angeles. Daarna werkte hij als cameraman en director of photography bij diverse Nederlandse en buitenlandse producties. Hij won verschillende prijzen, waaronder in 2007 de Duitse Cameraprijs voor de cinematografie van de film Der Liebeswunsch. In het juryrapport werd Bierkens geprezen om zijn vermogen een verhaal te vertellen "met beelden van een bijzondere discretie" en om zijn "gevoelscinema zonder pathos". Hij was de eerste voorzitter en medeoprichter van de Netherlands Society of Cinematographers (NSC).

## Cinematografie (selectie)
- Pervola, sporen in de sneeuw (1985)
- Blonde Dolly (1986)
- De Johnsons (1991)
- 1000 Rosen (1993)
- De flat (1993)
- De partizanen (televisieserie, 1994)
- Filmpje! (1995)
- Mortinho por chegar a casa (1995)
- Bin ich schön? (1997}
- When the Light Comes (1997)
- The Island of the Mapmaker's Wife (2000)
- The Discovery of Heaven (2000)
- Himmelreich auf Erden (2001)
- Der Anwalt und sein Gast (televisiefilm, 2001}
- Katzenzungen (televisiefilm, 2002)
- Boy Ecury (televisiefilm, 2002)
- De Dominee (2003)
- Madame Jeanette (televisiefilm, 2003)
- Amazones (2003)
- Der liebeswunsch (2006)
- De uitverkorene (televisiefilm, 2006)

## Prijzen
- 1991 - Golden Plaque in het Internationaal filmfestival van Chicago voor Kracht
- 1994 - Duitse Cameraprijs Eervolle vermelding voor König der letzten Tage
- 1998 - Beste cinematografie in het Festival Madridimagen voor When the Light Comes
- 2003 - Deutscher Fernsehpreis Beste cinematografie voor der Anwalt und sein Gast en Himmelreich auf Erden
- 2004 - Nominatie Gouden Kalf Beste cinematografie voor De Dominee
- 2007 - Duitse Cameraprijs in de categorie camera bioscoopfilm voor Der Liebeswunsch

## Voetnoten
1. ↑  Deutscher Kamerapreis[dode link]

- Biblioteca Nacional de España: XX1668494
- Gemeinsame Normdatei: 137501935
- International Standard Name Identifier: 0000 0000 5700 3721
- Nationale Bibliotheek van Polen: a0000001884704
- Virtual International Authority File: 81684208
- WorldCat: E39PBJqVW38f9vrJtw8cgvPhHC